# Селая, Хосе Сантос
Хосе́ Са́нтос Села́я Ло́пес (исп. José Santos Zelaya López; 1 ноября 1853, Манагуа, Никарагуа — 17 мая 1919, Нью-Йорк, Соединённые Штаты Америки) — никарагуанский политический и военный деятель, президент Никарагуа в 1893—1909 годах, Национальный герой Никарагуа.

## Биография
Хосе Сантос Селая Лопес родился 1 ноября (другие данные — 31 октября) 1853 года в Никарагуа, в провинциальном тогда городе Манагуа и был сыном выходца из Гондураса, креола полковника Хосе Марии Селаи Фернандеса и Хуаны Лопес Родригес, принадлежавшей к одной из старейших фамилий Манагуа. Его отец одним из первых культивировал в Никарагуа выращивание кофе и сумел на этом разбогатеть: в его владении были кофейные плантации в горах близ будущей никарагуанской столицы.

### Образование в Европе и либеральные идеи
Значительное состояние отца дало Хосе Сантосу возможность получить хорошее образование как на родине, так и за границей. В детстве он посещал старейшую в Никарагуа начальную школу «Maestro Gabriel Morales», затем окончил Восточный национальный институт в Гранаде и получил степень бакалавра истории. В 1869 году Хосе и его брат Франсиско были отправлены на обучение в Европу, где они окончили военный лицей-интернат имени генерала Гоша в Версале (Франция), получили образование в Бельгии, а затем посетили Англию, Германию и другие европейские страны. Ещё во Франции Хосе Сантос Селая собрал вокруг себя кружок молодых никарагуанцев, которые на вечеринках в кафе Монмартра и на Елисейских Полях в Париже обсуждали ситуацию на родине, и спорили, как поднять её до европейского уровня. Во Франции Селая воспринял идеи Просвещения и Великой французской революции, которые теперь сочетались с воспринятыми в Гранаде идеалами С.Боливара, Х. де Сан-Мартина и Ф. Морасана.

### Пропаганда идей прогресса и избрание мэром столицы. Заговор и эмиграция
Юность Хосе Сантоса Селаи совпала с периодом истории Никарагуа, получившем название Консервативного тридцатилетия: с 1857 года у власти в стране находилась Консервативная партия, представлявшая интересы владельцев животноводческих хозяйств юга страны, выступавших за традиционные ценности и заинтересованных в сохранении существующего экономического уклада. В 1875 году Селая вернулся из Европы в Манагуа и примкнул к одной из либеральных групп — его семья не входила в правящую консервативную олигархию и он мог выдвинуться только в среде близкой ему по духу оппозиционной Либеральной партии. В 1876 году Хосе вместе с друзьями основал в столице культурное общество для распространения идей либерализма. При обществе была основана библиотека, основу которой составляли труды Вольтера, Ж.-Ж.Руссо, Д.Дидро, К.Вольнея, Ч.Спенсера и Э.Ренана. В 1881 году, после смерти генерала Максимо Хереса, 28-летний Хосе Сантос Селая стал бесспорным лидером одной из фракций Либеральной партии. Он был так популярен в среде никарагуанской молодёжи, что в 1883 году выдвинул свою кандидатуру в алькальды Манагуа и победил консерватора Фабио Карневальи. Однако в кресле мэра столицы Селая просидел недолго — уже в 1884 году за участие в заговоре он был выслан из страны президентом Аданом Карденасом и поселился в Гватемале.

### Война за единство Центральной Америки
Появление Хосе Сантоса Селаи в Гватемале совпала с периодом правления в этой стране генерала Хусто Руфино Барриоса, который ещё в феврале 1883 года обратился с призывом ко всем либералам Никарагуа, Сальвадора, Гондураса и Коста-Рики объединить усилия для восстановления Федерации Центральной Америки. 8 февраля 1885 года Барриос подписал два декрета, провозгласивших создание Республики Центральной Америки и назначение гватемальского президента Высшим военным руководителем для объединения пяти стран региона. Когда Барриоса поддержал только Гондурас, и война стала неизбежной, Хосе Сантос Селая, профессиональный военный и сторонник единства Центральной Америки, поступил на службу в гватемальскую армию. Объединение началось 30 марта 1885 года вторжением в Сальвадор, однако уже 2 апреля генерал Барриос погиб от случайной пули в бою у Чалчуапы. Декреты убитого президента были отменены, гватемальская армия отошла с территории Сальвадора, однако Селая не отказался от борьбы за единство и за победу либерализма. Теперь он вместе с сальвадорскими эмигрантами составлял планы свержения Адана Карденаса и президента Сальвадора Рафаэля Сальдивара. Сальдивар действительно был свергнут 15 мая 1885 года и отправился в изгнание во Францию, но поколебать власть консерваторов в Никарагуа не удавалось. Попытки Селаи, Хосе Долореса Гамеса и Энрике Гусмана Сельвы организовать вторжение повстанцев из Гондураса не приводили к успеху.
Когда в 1886 году президент Карденас дал амнистию политическим противникам и либеральная эмиграция получила возможность вернуться, Хосе Сантос Селая этой возможностью воспользовался. В 1887 году он окончательно поселился на родине и в сентябре того же года собравшиеся в Манагуа делегаты двух противоборствующих фракций распавшейся Либеральной партии избрали его новым партийным лидером. Стараясь действовать в рамках парламентаризма, Селая в 1890 году был избран в муниципалитет столицы и уже выдвигал свою кандидатуру в депутаты Национального конгресса, но история выбрала для него более короткий путь к высшей власти в стране.

### Лидер Либеральной революции
Новый президент Никарагуа полковник Эваристо Карасо был терпим к идеям прогресса, но он скончался в августе 1889 года, а ставший временным президентом Роберто Сакаса, обеспечил себе переизбрание на конституционный срок, чем вызвал протест даже в своей Консервативной партии. 28 апреля 1893 возмущённые консерваторы во главе с генералом Хоакином Савалой подняли в Гранаде восстание против своего президента. Генерал Селая поддержал восставших, возглавил силы либералов, 29 апреля одержал победу на высоте Койотепе, занял укрепления «El Coyotepe» и «La Barranca» и 6 июня во главе 800 повстанцев вошёл в Манагуа. 20 мая он был включён в состав Революционной правительственной хунты вместе с Хоакином Савалой и Эдуардо Монтейлем, а 6 июля подписал договор в Сабана Гранде, утвердивший антипрезидентский союз двух партий и отправивший президента Сакасу в отставку. Казалось, что война завершилась, но через пять дней войска либералов в Леоне подняли новое восстание и арестовали временного президента Сальвадора Мачадо и главнокомандующего армией. Селая, находившийся в тот момент в Манагуа, немедленно выехал в Леон и, после переговоров с консерваторами, было заключено т. н. Соглашение Момотомбо, по которому Селая признавался руководителем государства с правом изменения конституции. В то же время собрание в Манагуа провозгласило временным президентом Никарагуа генерала Хоакина Савалу, который не намеревался признавать власть вождя либералов. 21 июля Селая разбил силы Савалы у Матеаре и на следующий день сформировал и возглавил новую Революционную хунту, в которую вошли будущий вице-президент генерал Анастасио Ортис, Педро Бальядарес и Франсиско Бака. В 8 часов вечера 25 июля 1893 года армия Хосе Сантоса Селаи, неся сотни горящих факелов, с триумфом вошла в Манагуа, приветствуемая толпами народа.

### Президент Никарагуа
15 сентября 1893 года Национальное учредительное собрание назначило Хосе Сантоса Селаю временным президентом до принятия новой конституции, а генерала Анастасио Ортиса — вице-президентом. Принятый Собранием декрет гласил, что после принятия новой Конституции они автоматически станут конституционными президентом и вице-президентом на очередной четырёхлетний срок без проведения всеобщих выборов.

#### Конституция 1893 года
27 сентября, заранее избрав будущего президента, Национальное учредительное собрание начало обсуждение проекта новой конституции, которая вошла в историю как «La Libérrima» — «Либеральная», или точнее, «Либеральнейшая конституция». 10 декабря 1893 года она была принята от имени народа и вступила в силу в июле 1894 года, после свержения Карло X.
Конституция объявляла Никарагуа частью разделённой Республики Центральной Америки и признавала основной необходимостью возвращение в этот союз (ст. 1). Было отменено положение консервативной конституции 1858 года, провозглашавшее никарагуанцев католической нацией (ст. 2). Конституция декларировала политические права всех никарагуанцев старше 18 лет, состоящих в браке и освоивших грамоту (ст. 20), гарантировала гражданские права, личную безопасность, свободу, равенство и защиту собственности (ст. 26), а также право ношения оружия (ст. 21). Смертная казнь отменялась (ст. 27), запрещалось издавать имеющие обратную силу законы о проскрипциях и конфискациях (ст. 46). Отменялись долговые тюрьмы, запрещались аресты без решения суда. Государство отныне не могло запрещать или поддерживать ту или иную религию, а также ограничивать свободу культов (ст.47). Провозглашалась свобода просвещения, начальное образование должно было стать бесплатным и обязательным (ст. 50). Запрещались монополии в сельском хозяйстве (ст. 64). Чиновник, незаконно поправший одно из гражданских прав или одну из конституционных гарантий, был обязан возместить пострадавшему весь нанесённый ущерб (ст. 67).
Правление в Никарагуа провозглашалось республиканским, демократическим и представительным (ст. 68). Законодательная власть передавалась однопалатной Ассамблее или Конгрессу депутатов (ст. 69), избираемому на четыре года и обновляемому на половину каждые два года (ст. 76). Конституция запрещала родственникам президента избираться в парламент (ст. 78, п. 3), а членам парламента занимать государственные должности (ст. 80). Исполнительная власть принадлежала обладавшему широкими полномочиями (ст. 100—105) президенту республики, который мог иметь гражданство любой из стран Центральной Америки (ст. 93) и избирался на четыре года (ст. 96) прямым и тайным всеобщим голосованием (ст. 95). Дата инаугурации президента переносилась с 1 марта на 1 февраля (ст. 96). Конституция запрещала переизбрание президента на второй срок (ст. 96). Президент получал право отправлять не устроивший его закон на доработку в Ассамблею (ст. 88). Вводилась всеобщая воинская повинность для мужчин до 45 лет (ст. 136). Конституция отменяла основной закон от 19 августа 1858 года (ст. 162), вводилась в действие 11 июля 1894 года (ст. 161) и не могла быть изменена в течение 10 лет, то есть до 1903 года (ст. 156).

#### Либеральные реформы и либеральная диктатура
Обеспечив себе первый президентский срок, Хосе Сантос Селая уже в октябре запросил себе дополнительные полномочия. 19 октября 1893 года Национальное учредительное собрание приняло декрет, известный как Декрет о поддержании общественного правопорядка (исп. Decreto Constituyente, relativo al Mantenimiento del Orden Público). Он давал президенту право свободного распоряжения финансами страны, право отмены им личных гарантий или ограничения гражданских прав граждан, право учреждения военных трибуналов и высылки своих политических противников. Таким образом, ещё до принятия «либеральнейшей» Конституции генерал Селая получал неограниченную диктаторскую власть и противоречащий Конституции декрет от 19 октября 1893 года на долгие годы фактически заменил основной закон страны.
1 февраля 1894 года Хосе Сантос Селая официально стал конституционным президентом и уже утром 12 февраля посланные им части генерала Ригоберто Кабесаса, подавив сопротивление местной полиции, установили контроль над Берегом Москитов, обширным регионом на побережье Атлантического океана. С 1861 года этот бывший британский протекторат, формально управляемый королём Робертом Генри Кларенсом, обладал статусом «резервации», но оставался под частичным контролем Великобритании. 7 августа 1894 года монархия там была упразднена и Роберт Генри Кларенс вместе с членами Исполнительного совета отплыл на британском корабле «Mohawk» в изгнание на Ямайку. 20 ноября 1894 года общее собрание представителей местного населения объявило о признании суверенитета Никарагуа над Берегом Москитов, который был переименован в департамент Селая. Никарагуанская территория увеличилась на 50 000 квадратных километров.
Вслед за принятием либеральной конституции и объединением страны последовали масштабные реформы, изменившие облик Никарагуа. По всей стране развернулось строительство железных дорог, портовых сооружений, школ и общественных зданий. Селая основал никарагуанскую пароходную компанию и построил торговый флот на озёрах страны, поощрял производство кофе, модернизировал и расширил телеграфную сеть, основал Военную академию и Политехническую школу, создал новую профессиональную армию , обнародовал первый Трудовой кодекс и ввёл обязательное начальное образование. Церковный брак перестал быть обязательным, были разрешены разводы, кладбища были секуляризованы и переданы от церкви муниципалитетам. Впервые было введено всеобщее избирательное право (правда, оно не распространялось на женскую часть населения), провозглашены свобода печати, свобода экономической деятельности, тайна переписки. Железнодорожные линии соединили Манагуа с Никоноомо, Масатепе, Сан-Маркосом, Хинотепе и Дирьямбой. 26 июня 1902 года Селая лично вбил последний костыль в шпалы 58-километровой железнодорожной линии Манагуа — порт Момотомбо. Были основаны Национальный музей и Национальный архив, учреждена дирекция статистики и цензов.
Однако когда речь зашла об окончании первого президентского срока Селаи, принципы либерализма были отложены в сторону. В 1896 году президент вновь собрал Учредительное собрание, которое реформировало Конституцию 1893 года и 11 сентября 1896 года без всяких выборов назначило его президентом на второй четырёхлетний срок, начиная с 1 февраля 1898 года. В ответ на это часть депутатов Национальной ассамблеи выехала в Леон, объявила о низложении Селаи и назначила президентом Хуана Франсиско Баку. В ходе двухмесячной гражданской войны Селае с помощью армии Гондураса удалось подавить это восстание.
На президентских выборах 10 ноября 1901 года, которые всё же были проведены, как того требовала Конституция, Селая выступил как единственный кандидат и набрал 70 000 голосов. 1 февраля 1902 года он начал свой третий президентский срок. Теперь политические условия в Никарагуа стали ещё более жёсткими. После того, как 16 апреля 1902 года в Манагуа по неизвестным причинам взорвался пороховой склад, и погибли 200 военных, президент обрушил репрессии на Консервативную партию. Генерал Филиберто Кастро и полковник Анасето Гуандике, несмотря на отмену в 1893 году смертной казни, были расстреляны 17 января 1903 года, многие консерваторы были арестованы, отправлены в ссылку или в изгнание. Со своей стороны оппоненты обвиняли Селаю в том, что тот часто руководствовался личными симпатиями в подборе кадров и был окружён людьми, стремившими ему угодить. Это вызвало взрыв коррупции: окружение президента беспрепятственно занималось продажей концессий иностранцам, получало проценты с государственных монополий и расхищало налоговые поступления.

#### Конституция 1905 года
Увековечить режим генерала Хосе Сантоса Селаи должна была новая Конституция, которая вошла в историю как «Autocrática», или «Автократическая конституция». Вновь созванное президентом Учредительное собрание приняло её 30 марта 1905 года.
В отличие от конституции 1893 года Конституция 1905 года объявляла Никарагуа прежде всего свободной, суверенной и независимой нацией, а затем уже частью распавшейся Центральноамериканской федерации (ст.1). Конституция по-прежнему гарантировала гражданские права, личную безопасность, свободу, равенство и защиту собственности (ст.19), а также право ношения оружия (ст.15 п.3), прямое и тайное голосование теперь объявлялось одним из гражданских прав (ст.18), но сам раздел, касающийся прав и гарантий был сокращён с 42 до 29 статей. Восстанавливалась отменённая в 1893 году смертная казнь, которую теперь применяли против лиц, совершивших военные преступления (ст.20). Монополизм запрещался не только в сельском хозяйстве, но и во всех отраслях экономики (ст.43). Новая конституция сохраняла в прежнем виде форму правления, но продлевала срок полномочий депутатов Конгресса до шести лет (ст.56), а также увеличивала срок полномочий президента с четырёх до шести лет (ст.75). Пост вице-президента упразднялся и президент получил право назначать себе заместителей по своему усмотрению (ст.75-76). Дата инаугурации президента переносилась с 1 февраля на 1 января (ст.75) и в дальнейшем сохранялась до 1939 года, когда в соответствии с новой Конституцией была перенесена на 1 мая. IX раздел Конституции уже не включал статьи, запрещавший президенту переизбрание на второй срок и вообще не оговаривал этого вопроса, давая Селае возможность переизбираться на свой пост пожизненно. Новая конституция отменяла основной закон от 10 декабря 1893 года с поправками от 15 октября 1896 года (ст.121) и не могла быть изменена в ближайшие 10 лет, то есть до 1915 года (ст.119).

#### Попытка объединения Центральной Америки
Курс Хосе Сантоса Селаи на объединение стран Центральной Америки проявился уже в 1893 году, когда в Никарагуа ещё только отгремела Либеральная революция. Новый президент поддержал движение либерала Поликарпо Бонильи, который намеревался свергнуть президента Гондураса Доминго Васкеса. Получив чрезвычайные полномочия по декрету от 19 октября 1893 года, Селая бросил свою армию на поддержку Бонильи и, после нескольких сражений, никарагуанские войска подошли к Тегусигальпе. В феврале 1894 года Поликарпо Бонилья стал президентом Гондураса и Селая, пусть и ненадолго, получил в регионе первого верного союзника.
Одним из главных средств объединения стран региона и возрождения « Большой Родины» (исп. Patria Mayor), Селая считал армию, усилению которой придавалось большое значение. К 1901 году никарагуанские вооружённые силы насчитывали более 40 000 военнослужащих, подготовленных германскими и чилийскими инструкторами, и были самыми многочисленными и боеспособными в Центральной Америке. Но главным орудием в достижении единства всё же оставалась дипломатия. В 1895 году, после инициированной Селаей центральноамериканской конференции в гондурасском порту Амапала, никарагуанский президент начал переговоры с президентом Сальвадора генералом Рафаэлем Антонио Гутьерресом и представителем Гондураса Мануэлем Бонильей. Переговорный процесс привёл к тому, что 27 августа 1898 года Генеральная ассамблея представителей народов Гондураса, Никарагуа и Сальвадора приняла Политическую Конституцию Соединенных Штатов Центральной Америки. 15 сентября 1898 года президент Селая обнародовал её в Манагуа, но на этом процесс объединения затормозился. Пришедший к власти в Гватемале генерал Мануэль Эстрада Кабрера был противником политики и инициатив Селаи, и гватемальские представители отказались участвовать в объединительном процессе. Осталась в стороне и Коста-Рика. А через два месяца переворот 13 ноября 1898 года в Сальвадоре, где Рафаэль Гутьеррес был свергнут генералом Томасом Регаладо положил конец этой попытке возродить Центральноамериканскую федерацию. Пожалуй, единственным долговременным достижением 1898 года остался договор о демаркации границы с Коста-Рикой (Соглашение Матус-Пачеко), устранивший долгие территориальные споры между странами.
Неудача 1898 года не ослабила стремления Селаи проводить активную внешнюю политику, а горизонт его деятельности даже расширился. В 1901 году никарагуанские войска были посланы в Панаму, где безуспешно выступали на стороне местных либералов, а в 1906 году Никарагуа помогла генералу Элою Альфаро вернуться к власти в далёком Эквадоре.
С годами обострились отношения с бывшим надёжным союзником — Гондурасом. В 1906 году по арбитражу короля Испании Альфонса XIII вся спорная территория северной части Берега Москитов была признана гондурасской территорией, однако Селая не стал выполнять это решение. Попытки оппозиционных никарагуанских и гондурасских группировок действовать против своих правительств с территории сопредельных государств обострили ситуацию. 1 марта 1907 года Никарагуа объявила Гондурасу войну, армия Селаи тремя колоннами двинулась на Тегусигальпу и к 17 марта большая часть территории противника была оккупирована. После сражения при Намасигуа война была выиграна и 27 марта 1907 года армия Никарагуа победно вступила в Тегусигальпу.
Но военная победа оказалась непрочной и обернулась крупным политическим поражением: против Никарагуа выступили не только правительства Центральной Америки и Мексики, но и США, особо заинтересованные в сохранении мира на период постройки Панамского канала. Селая согласился принять участие в Центральноамериканской мирной конференции в Вашингтоне, и 20 декабря 1907 года там был подписан «Генеральный договор о мире и дружбе в Центральной Америке» (исп. Tratado General de Paz y Amistad Centroamericano). Страны региона подписали также Конвенцию о создании Центральноамериканского трибунала в Картаго (Коста-Рика) для мирного решения споров, Конвенцию о выдаче государственных преступников, соглашения, содействовавшие экономической интеграции пяти государств. Теперь все прежние пути к восстановлению Федерации были для Селаи закрыты, и он ответил Соединённым Штатам, лишив американские компании исключительного права продажи в Никарагуа крепких спиртных напитков, расторгнув контракты на лесозаготовки и пригрозив закрыть горнорудные концессии.

### Свержение Селаи
12 ноября 1905 года генерал Хосе Сантос Селая был переизбран общим голосованием на четвёртый президентский срок, который начинался 1 января 1906 года и должен был завершиться в 1912 году. В апреле 1908 года журнал «The Metropolitan Magazine» (США) опубликовал большую статью Артура Стрингера о никарагуанском президенте. В ней, в числе прочего, описывалась процедура переизбрания Селаи: в сельских районах неграмотному населению предлагалось выбрать президента из трёх кандидатов: неких «Хосе» и «Сантоса», а также «Селаи». Поскольку о первых «двух» никто ничего не знал, победителем всегда выходил Селая, полное имя которого было широко известно, пожалуй, только в столице.
К этому времени провалы во внешней политике и режим личной власти серьёзно сузили число сторонников президента. Против него выступали репрессированные консерваторы, либералы обвиняли его в забвении принципов либерализма и в бесчестности. Не способствовали популярности президента непомерные налоги, изымаемые для поддержания армии и реализации внешнеполитических объединительных проектов. Католическое большинство населения возмущала конфискация имущества церкви и высылка из страны епископа Перейры Кастельона вместе с другими видными католическими священниками. В 1909 году три события запустили процесс свержения «просвещённого деспота». Селая получил заем в Великобритании, бывшей конкурентом США в регионе, и обратился к компаниям Японии с предложением построить Никарагуанский канал, который бы разрушил монополию Панамского канала. Третьей антиамериканской акцией стал бойкот United Fruit Company, контролировавшей 15 % банановых плантаций в Никарагуа. Резкое снижение компанией закупочных цен на бананы вызвало разрыв контрактов, антиамериканские погромы и поджоги американских плантаций. Президент Селая выступил на стороне никарагуанских плантаторов и принял решение учредить для сбыта тропических фруктов морскую линию Блуфилдс — Новый Орлеан. Всё это побудило администрацию США во главе с Уильямом Говардом Тафтом подержать никарагуанскую оппозицию и покончить с Селаей. Ставка была сделана на лидера консерваторов Эмилиано Чаморро, служившего в армии Гватемалы, героя войны с Гондурасом генерала Хуан Хосе Эстраду, в конце 1908 года назначенного интендантом Атлантического побережья и служащего одной из американских компаний в Никарагуа Адольфо Диаса. 10 октября 1909 года генерал Эстрада поднял мятеж в Блуфилдсе, положивший начало движению, известному как Прибрежная революция (исп.  Revolución de la Costa) и обвинил Селаю в растратах и в незаконном обогащении. Вскоре всё атлантическое побережье оказалось под контролем восставших консерваторов и либералов, однако перспективы их успешного наступления на столицу сводились к минимуму отсутствием дорог. Правительственные войска генерала Сальвадора Толедо уже 29 октября выступили на подавление восстания, но взрыв военного транспорта на реке Сан-Хуан остановил экспедицию. В организации диверсии обвинили граждан США инженера Ли Роя Кэннона и шахтёра Леонарда Гроуса, которые 14 ноября были расстреляны по приговору никарагуанского военного трибунала. Расстрел американцев окончательно решил судьбу Селаи: 1 декабря 1909 года государственный секретарь США Филандер Нокс направил правительству Никарагуа ноту, известную как Нота Нокса. В ней государственный секретарь обвинил президента Селаю в систематическом нарушении Центральноамериканского договора 1907 года, в нарушении демократических принципов жизни в Никарагуа, сослался на жалобы центральноамериканских государств и недовольство большей части населения Никарагуа репрессивным политическим режимом . Нокс обвинил Селаю в том, что тот лично отдал приказ о расстреле граждан США и объявил, что «президент США уже не может питать к правительству президента Селаи уважения и доверия…». В заключение государственный секретарь уведомил посла Никарагуа в США Фелипе Родригеса о том, что отныне он персона нон грата и о том, что «обязательно должен быть поставлен вопрос о существовании в Манагуа правительства, способного взять на себя ответственность» за компенсации семьям расстрелянных.
После безуспешных попыток сохранить власть генерал Хосе Сантос Селая принял решение подать в отставку. 17 декабря он объявил о своём решении Национальному конгрессу и 21 декабря 1909 года в 10.20 утра передал власть председателю Конгресса, который затем привёл к присяге Хосе Мадриса. 22 декабря Селая выступил в Национальной ассамблее с последним обращением к никарагуанскому народу и незадолго до рассвета 24 декабря в окружении личной гвардии и эскорта артиллеристов выехал из Манагуа в порт Момотомбо.

### В изгнании
24 декабря 1909 года в 7 часов утра Хосе Сантос Селая в сопровождении сыновей Орасио и Альфонсо, а также 100 человек окружения выехал на поезде из Момотомбо в порт Коринто. По пути они остановились на обед в гасиенде «El Diamante», имении бывшего президента, и вечером прибыли в Коринто, откуда 25 декабря на мексиканском бронированном фрегате «General Guerrero» отплыли в Мексику. 30 декабря 1909 года в порту Салинас Крус Селаю встречал лично президент Мексики Порфирио Диас, который предоставил свергнутому правителю политическое убежище. В Мексике Селая пробыл ровно месяц, за это время его секретарь Франсиско Кастро совершил поездку в Сальвадор и Никарагуа и договорился о том, чтобы семье Селаи было позволено выехать в Бельгию. 30 января 1910 года Хосе Сантос Селая на поезде отправился в порт Веракрус, откуда на испанском корабле отбыл в Бельгию. Однако жизнь в Брюсселе требовала денег, а американская компания «Эмери» потребовала компенсировать убытки в период антиамериканских санкций, и выставила свергнутому президенту огромный счёт. Уже в сентябре 1913 года Селая отправился инкогнито в США, чтобы продать там боны правительства Никарагуа и хоть как-то залатать дыры в семейном бюджете. Он остановился в Нью-Йорке, в отеле «Waldorf-Astoria», но вскоре его невестка заметила слежку, и бывший президент сменил место жительства. Это помогло, но ненадолго: 26 ноября 1913 года полиция Нью-Йорка арестовала Селаю в его апартаментах в доме № 645 по West End Avenue. Арест был вызван просьбой нового правительства Никарагуа об экстрадиции бывшего президента, обвинявшегося на родине в убийстве 21 апреля 1901 года своих политических противников Доминго Торибио и Сиксто Пинеды. Однако в разгар переговоров адвокатов Селаи с послом Никарагуа генералом Чаморро из Манагуа пришло сообщение, что все обвинения сняты. После 8 дней заключения, Хосе Сантос Селая был освобождён и 24 декабря 1913 года отплыл в Испанию, где поселился в Барселоне. Но и там его жизнь не стала спокойнее: в марте 1914 года некий Росас ворвался в квартиру Селаи в Каса Торрес и из мести несколько раз выстрелил в него из револьвера. Селае снова повезло — он не пострадал, а Росас был схвачен и арестован. В 1916 году свергнутый президент окончательно переселился в США, где и прожил последние годы жизни едва ли не в нищете.
 Хосе Сантос Селая Лопес  скончался 17 мая 1919 года в Нью-Йорке, Соединённые Штаты Америки. Его останки не были погребены и долгие годы хранились в похоронном бюро, пока в октябре 1930 года по просьбе никарагуанского президента Х. М. Монкады их не отправили на родину. Там останки Хосе Сантоса Селаи были с почестями и при большом стечении народа захоронены на кладбище Сан-Педро в центре Манагуа.

## Награды
- Орден Непорочного зачатия Девы Марии Вилла-Викозской (Португалия).

## Сочинения
- Jose Santos Zelaya. La Revolucion en Nicaragua y los Estados Unidos. — Madrid, 1910.

## Оценки личности
Генерал Хосе Сантос Селая правил Никарагуа семнадцать лет, три месяца и пять дней и в истории Никарагуа остаётся рекордсменом по длительности непрерывного правления. Даже Анастасио Сомоса Гарсиа и Анастасио Сомоса Дебайле формально меньше занимали пост президента (если не принимать в расчёт, что Анастасио Сомоса Гарсия фактически правил страной более 20 лет (1936—1956), ненадолго уступая президентский пост своим ставленникам).
Ещё при жизни Селаи современники отмечали противоречивость и двойственность его личности и его правления. В 1908 году обозреватель «The Metropolitan Magazine» (США) Артур Стрингер дал никарагуанскому президенту такую ёмкую характеристику:
Этот человек, и движение, которое он представляет, могут быть разделены на две различные фракции, одну — романтическую, и другую — зловещую. Как все реформаторы-военные, он озадачивает нас своей несовместимой помесью Хайда и Джекила. Для его врагов — а у него их много — он — оппортунист, тиран и диктатор; демагог, вор, сенсуалист, воплощённое братоубийство, пробирающееся через позор и кровь к недолгой политической славе. Для его сторонников он — проницательный и беспристрастный государственный деятель, храбрый и решительный освободитель, строитель и искусный, вдохновляющий организатор, посвятивший свои таланты несладкой, но решительной борьбе за окончательный мир в Центральной Америке.
Но, в большинстве случаев оценки Хосе Сантоса Селаи были либо откровенно апологетическими, либо резко критическими:
- Президент США Уильям Тафт в 1909 году назвал Хосе Сантоса Селаю «бароном», намекая на то, что тот скорее феодальный правитель, чем республиканский президент[40];
- Лоренсо Монтенегро Баэна, антрополог из Блуфилдса и один из самых жёстких критиков Хосе Сантоса Селаи, называет его «одним из деспотов и самых гнусных расистов в истории Никарагуа» (исп. … uno de los déspotas y racistas más abyectos en la historia de Nicaragua). Он ставит Селае в вину ликвидацию автономии Берега Москитов, репрессии против элиты бывшего «королевства» и высокомерное отношение к местному населению, которое Селая в своих письмах называл «неграми»[23];
- Никарагуанский поэт Рубен Дарио, активно поддерживавший Селаю, называл его исполненным благородства культурным рыцарем, корректным, серьёзным и любезным[5].
- Преемник Селаи на посту президента Хосе Мадрис считал, что признанного лидера либералов сгубило его беспредельное честолюбие, прямолинейность, культ силы и отсутствие политической гибкости[40].
- Историк Пабло Антонио Куадра считал, что «не во всём виноват руководитель» (исп. no todo es sólo culpa del caudillo) и значительная часть ответственности за негативную сторону правления Селаи лежит на его окружении, которое нередко в своих интересах манипулировало президентом, вознося его власть выше национальных интересов[20].

В современной Никарагуа либералы и сандинисты, несмотря на непримиримые политические противоречия между ними, в целом сходятся в положительной оценке Селаи и его режима, считая, что он когда-то превратил Никарагуа в самую процветающую, богатую и независимую нацию Центральной Америки.
- Энрике Боланьос, бывший президент Никарагуа и либерал, называет Селаю «прогрессивным диктатором» (dictador progresista), противоречивым харизматичным правителем, осуществившим большие реформы и развязавшим политические репрессии, макиавеллистом, для которого идеи и партии были менее важны, чем его собственное желание править как единственный абсолютный феодальный сеньор[20].
- Марио Сандоваль Аранда, идеолог Либеральной партии Никарагуа, называет главным достижением Селаи присоединение Берега Москитов и объединение нации. Он считает основными событиями его правления прогрессивные реформы и отвергает большинство обвинений в деспотизме: «Он не был тираном, каким его рисуют, чтобы погасить его ореол государственного деятеля-реформатора. […] … он никогда не отдавал приказа расстрелять или другим способом убить какого-либо никарагуанца» (исп. No fue el tirano que ellos pintan para opacar su aureola de estadista reformador. […] … pero nunca ordenó fusilar ni asesinar a ningún nicaragüense)[7].
- Вирхилио Гурдиан, председатель парламентской комиссии по этике, почётным званиям и юстиции Национальной ассамблеи Никарагуа, внук ближайшего сподвижника Селаи Хосе Марии Кастельона Лакайо (1878—1969), считает, что Селая сформировал в Никарагуа современное государство, преодолев провинционализм XIX века. Тремя главными достижениями Селаи Гурдиан считает подъём национального самосознания, масштабное экономическое и социальное строительство, а также утверждение либерализма как одной из ведущих национальных идеологий[42]
- Хосе Бенито Эскобар, один из основателей и идеологов Сандинистского фронта национального освобождения, считал Хосе Сантоса Селаю прежде всего патриотом и революционером. Он писал: «…либеральное течение было воспринято народными массами как революционная и освободительная сила. Либеральная революция создавала предпосылки для возникновения и укрепления национальной буржуазии, которая могла бы проводить независимую от американского империализма политику. Однако в результате американской оккупации Никарагуа в 1912 году сделать это оказалось невозможно»[43]

Советская историография не углублялась в изучение режима Хосе Сантоса Селаи и избегала прямых оценок. Селая служил скорее образцом патриотически настроенного правителя, павшего жертвой интересов США и упоминался прежде всего в связи с восстанием Сандино и сандинистским движением в Никарагуа. И. Р. Григулевич и М. Ф. Кудачкин писали, что «Селая сделал много полезного для страны…» Н. С. Леонов отмечал его политику укрепления национального суверенитета, ряд реформ, направленных на развитие капитализма и экономический рост, а также усиление исполнительной власти и роли самого президента. Гонионский С. А. писал: «Принято говорить, что он правил как „просвещённый деспот“…, но когда американский хищник стал нагло попирать элементарные права Никарагуа, взбунтовался даже этот „просвещённый диктатор“».

Политолог Александр Тарасов считает, что свержение Селаи, который, по его мнению, мало чем отличался от других политиков того времени и того региона, стало истоком процесса, приведшего к Сандинистской революции: 
Генерал Селая вовсе не был ни революционером, ни каким-то уж отъявленным националистом. Он был, как всем казалось, обычным латиноамериканским политиком, умеренно амбициозным, умеренно демагогичным, умеренно жадным..

## Память
- 17 марта, день сражения у Намасигуа в Гондурасе в 1907 году, долгое время отмечался Либеральной партией, как один из главных праздников. После падения Селаи эта традиция была забыта[20];
- Анастасио Сомоса Гарсиа, принадлежавший к Либеральной партии, в период своего правления провозглашал себя наследником идей и реформ Хосе Сантоса Селаи[46];
- Годовщина Либеральной революции 1893 года уже много лет торжественно празднуется в Никарагуа митингом и речами на могиле Селаи в Манагуа. В столице проходят шествия, участники которых несут красные флаги и одеты в футболки с соответствующей символикой[42];
- Имя Хосе Сантоса Селаи долгое время носил департамент на Атлантическом побережье Никарагуа. В 1986 году он был упразднён и разделён на два автономных региона;
- Портрет Хосе Сантоса Селаи был помещён на купюрах достоинством 20 кордоб 1997 года выпуска;
- 7 июля 2008 года в Манагуа на Парковой площади в 150 метрах от здания Национальной ассамблеи был открыт памятник Хосе Сантосу Селае, представляющий собой статую президента в полный рост. Правой рукой статуя указывает на здание парламента, в её левой руке зажата Конституция 1893 года. Памятник открыл алькальд Манагуа Дионисио Маренко, на открытии присутствовали бывший президент Арнольдо Алеман, кандидат в алькальды столицы Эдуардо Монталегре, потомок Селаи Грасиела Селая, известная как «Челита», депутаты от Либеральной партии, представители дипломатического корпуса. Памятник обошёлся в 4 300 000 кордоб выделенных мэрией столицы и Национальной ассамблеей[39];
- 2 марта 2011 года Национальная ассамблея Никарагуа по инициативе парламентской группы СФНО, после доклада председателя группы Эдвина Кастро, единогласно провозгласила Хосе Сантоса Селаю Национальным Героем Никарагуа за выдающиеся заслуги перед Отечеством[47]. Отныне биография Селаи, провозглашённого «образцом для будущих поколений», стала обязательна для преподавания в школах. Данный декрет Ассамблеи No. 6332 был опубликован в «La Gaceta» No. 47 10 марта 2011 года[48];
- Бюст Хосе Сантоса Селаи установлен в Блуфилдсе, административном центре бывшего Берега Москитов, присоединённого к Никарагуа в 1894 году[23].